# 非可逆Ziprock
『非可逆ZiprocK』（ひかぎゃくジップロック）は、アンティック-珈琲店-7枚目のフルアルバム。2013年11月6日発売。発売元はRed Cafe。

## 解説
2013年に結成10年目を迎えた5人組ヴィジュアル系バンド、アンティック－珈琲店－が2012年9月の活動再開後初めてリリースしたフル・アルバム。
シングル「Bee Myself Bee Yourself 〜自分らしく君らしく生まれたストーリーは始まってんだ〜」、「イタイ女 〜NO PAIN,NO LOVE? JAPAN GIRLS in LOVE〜」、「狼MAN 〜Let’s make precious love〜 」、を含む。 

## 収録曲

### CD
1. 重力スキャンダラス  (3分29秒)
2. 狼MAN 〜Lets make precious love〜 (4分02秒)
3. ハチミツ+レモン=? (3分37秒)# 賞味期限2010.01.04 (5分15秒)
4. イタイ女 〜NO PAIN,NO LOVE? JAPAIN GIRLS in LOVE〜 (3分39秒)
5. 鬱くしい人 (3分11秒)
6. 現代ソルジャーなう。(3分07秒)
7. Oの先が言えない(2分40秒)
8. 賞味期限2010.01.04(5分15秒)
9. イナズマの旋律 (4分06秒)
10. Bee myself Bee yourself 〜自分らしく君らしく生まれたストーリーは始まってんだ〜 (4分36秒)
11. キミノマチ 〜五人合唱ver.〜 (4分35秒)

### DVD
1. Bee myself Bee yourself 〜自分らしく君らしく生まれたストーリーは始まってんだ〜 (Music Video)
2. イタイ女 〜NO PAIN,NO LOVE? JAPAIN GIRLS in LOVE〜 (Music Video)
3. 狼MAN 〜Lets make precious love〜 (Music Video)
4. ANCAFE☆AFRO-WGP (特典1)
5. 10周年コメント (特典2)